# Hoger-Op Testelt
Maillots
Dernière mise à jour : 7 août 2018.
Le Hoger-Op Testelt est un club de football belge localisé à Testelt, dans le Brabant flamand. Il évolue en quatrième provinciale lors de la saison 2017-2018, mais a joué 11 saisons dans les divisions nationales, dont 3 au troisième niveau.

## Histoire
Le club est fondé en 1950 sous le nom de Football Club Testelt. Il s'affilie ensuite le 15 mai à l'Union Belge, et reçoit le matricule 5377. Il est versé dans les séries provinciales du Brabant, où il évolue durant près de trente ans.
En 1978, le FC Testelt rejoint pour la première fois la Promotion, le quatrième niveau national. Dès sa première saison, le club termine à la quatrième place. Il fait encore mieux la saison suivante en remportant sa série, ce qui lui permet de monter en Division 3 en 1980. Pour sa première saison à ce niveau, le club termine troisième de sa série. La saison suivante, le club finit en milieu du classement, mais il termine dernier en 1982-1983, ce qui le condamne à redescendre en Promotion.
De retour au quatrième niveau national, le club parvient à se stabiliser quelques saisons dans le ventre mou du classement, décrochant notamment deux fois la troisième place en 1985 et 1987. Testelt parvient à se maintenir en Promotion jusqu'en 1989, quand finissant dernier, le club est relégué en provinciales après onze saisons passées dans les divisions nationales.
Le club change son appellation officielle pour Hoger-Op Testelt en 1990. Durant la dernière décennie du XXe siècle, il continue de descendre dans la hiérarchie du football belge, jusqu'à retomber en quatrième provinciale, le plus bas niveau possible.

## Résultats dans les divisions nationales
Statistiques mises à jour le 21 juin 2013

### Palmarès
- 1 fois champion de Promotion en 1980.

### Bilan
| Niv | Divisions     | Jouées | Titres | TM Up | TM Down |
| --- | ------------- | ------ | ------ | ----- | ------- |
| I   | 1re nationale | 0      | 0      |       |         |
| II  | 2e nationale  | 0      | 0      |       |         |
| III | 3e nationale  | 3      | 0      |       |         |
| IV  | 4e nationale  | 8      | 1      |       |         |
| V   | 5e nationale  | 0      | 0      |       |         |
|     |               |        |        |       |         |
|     | TOTAUX        | 11     | 1      | 0     | 0       |

- TM Up : test-match pour départager des égalités, ou toutes formes de Barrages ou de Tour final pour une montée éventuelle.
- TM Down : test-match pour départager des égalités, ou toutes formes de Barrages ou de Tour final pour le maintien.

### Classements saison par saison
| Ordre               | Saison  | Nom du club | Niveau             | Classement final | Remarques          |
| ------------------- | ------- | ----------- | ------------------ | ---------------- | ------------------ |
| 1                   | 1978-79 | FC Testelt  | Promotion série C  | 4e/16            |                    |
| 2                   | 1979-80 | FC Testelt  | Promotion série B  | 1er/16           | Champion et promu! |
| 3                   | 1980-81 | FC Testelt  | Division 3 série B | 3e/16            |                    |
| 4                   | 1981-82 | FC Testelt  | Division 3 série B | 7e/16            |                    |
| 5                   | 1982-83 | FC Testelt  | Division 3 série B | 16e/16           | Relégué!           |
| 6                   | 1983-84 | FC Testelt  | Promotion série B  | 11e/16           |                    |
| 7                   | 1984-85 | FC Testelt  | Promotion série B  | 3e/16            |                    |
| 8                   | 1985-86 | FC Testelt  | Promotion série B  | 11e/16           |                    |
| 9                   | 1986-87 | FC Testelt  | Promotion série C  | 3e/16            |                    |
| 10                  | 1987-88 | FC Testelt  | Promotion série C  | 12e/16           |                    |
| 11                  | 1988-89 | FC Testelt  | Promotion série B  | 16e/16           | Relégué!           |
| séries provinciales |         |             |                    |                  |                    |